# Carl Prean
Carl Prean (* 20. August 1967 in Ryde (Isle of Wight)) ist ein englischer Tischtennisspieler. Er hat jahrelang in der Tischtennis-Bundesliga gespielt (u. a. für Grenzau, Jülich und Saarbrücken) und an den Olympischen Spielen in Seoul, Barcelona und Atlanta teilgenommen.

## Jugendlicher
Mit 8 Jahren begann Carl Prean Tischtennis zu spielen, gefördert wurde er von seinem Vater. Als 13-Jähriger gewann er die Landesmeisterschaft der Schüler und Jugendlichen. 1981 gewann er zusammen mit Billy Gleave die Mannschafts-Europameisterschaft der Schüler, 1982 holte er in Hollabrunn im Einzel den Titel.
1983 belegte er in der englischen Rangliste Platz eins. Im gleichen Jahr gewann er die Jugendeuropameisterschaft im Doppel (mit Nicky Mason). 1985 wurde er Jugend-Europameister im Einzel und im Mixed (mit Csilla Bátorfi).

## Material und Spielweise
Schon als Jugendlicher spielte Prean ein „offensives Materialspiel“. Er benutzt dazu einen Kombischläger mit langen Noppen und einem 2,5 mm Angriffsbelag. Er beherrscht mit dem Langnoppenbelag alle offensiven  und defensiven Techniken und dreht den Schläger während des Ballwechsels. Ihn betraf die Zweifarbenregel etwas weniger als reine Abwehrspieler, da die Reaktionszeit durch das schnellere Spiel geringer war. Allerdings war durch die leichte Unterscheidbarkeit der Beläge ein gezieltes Anspielen der Langnoppe mit darauffolgendem harten Schmetterball möglich, dem Prean nichts entgegensetzen konnte. Er spielt mit Juic Leggy 1,5 mm, einem für ihn konstruierten Spezialholz und Driva Smash 2,5 mm.

## Erwachsener
Bei der Weltmeisterschaft 1983 hatte er mit einer Bilanz von 15:4 wesentlichen Anteil an der Bronzemedaille des englischen Teams. 1988 wurde er mit der englischen Mannschaft Vize-Europameister, wobei Prean im Endspiel Jan-Ove Waldner schlagen konnte. Prean wurde mit 1989 mit Saarbrücken und 1991 mit Grenzau deutscher Meister. Er spielt momentan (Saison 2007/2008) an Brett 1 für den Post SV Wuppertal in der Regionalliga. Prean nimmt nur unregelmäßig am Spielbetrieb teil, ist dafür aber sehr erfolgreich. Er ist dreifacher englischer Meister im Herreneinzel.

### Bisherige Vereine
- TTC Jülich (1. Bundesliga)[10]
- TTC Altena (2. Bundesliga)[11]
- TTC Grünweiß Bad Hamm (2. Bundesliga, 1985–1987)
- ATSV Saarbrücken (1. Bundesliga) (1987–1989)[12]
- TTC Grenzau (1. Bundesliga) (1989–1991)[13]
- ATSV Saarbrücken (1. Bundesliga) (1991–1992)[14]
- Spvg Steinhagen (1992–1994)[15]
- Post SV Telekom Mülheim (1994–1995)[16]
- Burtelt Altena (1995–1996)[17]
- TTC Jülich (1996–1998)[18]
- SAG Cestas (Frankreich) (1998–2000)[19]
- TTG Weitmar-Munscheid (2000–????)[20]
- Darlington TTC (England)[21]
- Post-Telekom Wuppertal (Oberliga/Regionalliga) (2006–2008)
- TTC Hagen (2008–????)

### Turnierteilnahmen
- EM: 1986, 1988, 1992, 1994
- WM: 1983, 1985, 1989, 1991, 1993, 1995, 1997, 1999
- Olympia: 1988, 1992, 1996
- Europe TOP-12: 1984, 1986, 1987, 1990, 1992, 1993[22]

### Titel und Erfolge
- Jugend-Europameister im Einzel 1985 in Den Haag
- 1. Platz Commonwealth Championships 1985 (Mannschaft)
- 1. Platz Commonwealth Championships 1995 (Doppel)
- 2. Platz Europameisterschaft 1988 (Mannschaft)
- 2. Platz Europameisterschaft 1992 (Mannschaft)
- ITTF-Pro-Tour-Turnier-Sieger (Rio de Janeiro, 1996)
- Nationale englische Meisterschaft: 1991 Sieger Einzel[23], 1993 Endspielsieg gegen Desmond Douglas[24], 1995 Endspielsieg gegen Chen Xinhua[25][22]

## Privat
Preans Mutter wuchs in Aachen auf, sein Vater John Prean in Österreich; er war von 1987 bis 1991 Vorsitzender des englischen TT-Verbandes ETTA. Im August 1985 erhielt Carl Prean die deutsche Staatsbürgerschaft, fortan besaß er die doppelte Staatsbürgerschaft. Dies berechtigte ihn, international für England aufzutreten und gleichzeitig trotz der Ausländerklausel von 1985 in einem deutschen Verein zu spielen.

## Turnierergebnisse
| Verband | Veranstaltung                         | Jahr | Ort            | Land | Einzel           | Doppel           | Mixed        | Team |
| ------- | ------------------------------------- | ---- | -------------- | ---- | ---------------- | ---------------- | ------------ | ---- |
| ENG     | Commonwealth Meistersch.              | 1995 | Singapur       | SIN  | Halbfinale       | Gold             |              |      |
| ENG     | Commonwealth Meistersch.              | 1985 | Douglas        | IMN  |                  | Silber           |              | 1    |
| ENG     | Europameisterschaft                   | 1994 | Birmingham     | ENG  | letzte 16        |                  |              |      |
| ENG     | Europameisterschaft                   | 1992 | Stuttgart      | GER  |                  |                  |              | 2    |
| ENG     | Europameisterschaft                   | 1988 | Paris          | FRA  | letzte 16        |                  |              | 2    |
| ENG     | Europameisterschaft                   | 1986 | Prag           | TCH  | letzte 16        |                  |              |      |
| ENG     | Jugend-Europameisterschaft (Kadetten) | 1982 | Hollabrunn     | AUT  | Gold             |                  |              |      |
| ENG     | Jugend-Europameisterschaft (Kadetten) | 1981 | Topolcany      | TCH  |                  |                  |              | 1    |
| ENG     | Jugend-Europameisterschaft (Junioren) | 1985 | Den Haag       | NED  | Gold             |                  | Gold         |      |
| ENG     | Jugend-Europameisterschaft (Junioren) | 1984 | Linz           | AUT  | Silber           |                  |              |      |
| ENG     | Jugend-Europameisterschaft (Junioren) | 1983 | Malmö          | SWE  | Silber           | Gold             |              |      |
| ENG     | EURO-TOP12                            | 1993 | Kopenhagen     | DEN  | 11               |                  |              |      |
| ENG     | EURO-TOP12                            | 1992 | Wien           | AUT  | 11               |                  |              |      |
| ENG     | EURO-TOP12                            | 1990 | Hannover       | FRG  | 5                |                  |              |      |
| ENG     | EURO-TOP12                            | 1987 | Basel          | SUI  | 10               |                  |              |      |
| ENG     | EURO-TOP12                            | 1986 | Sodertalje     | SWE  | 11               |                  |              |      |
| ENG     | EURO-TOP12                            | 1984 | Bratislava     | TCH  | 12               |                  |              |      |
| GBR     | Olympische Spiele                     | 1996 | Atlanta        | USA  | sofort ausgesch. | keine Teiln.     |              |      |
| GBR     | Olympische Spiele                     | 1992 | Barcelona      | ESP  | letzte 16        | sofort ausgesch. |              |      |
| GBR     | Olympische Spiele                     | 1988 | Seoul          | KOR  | sofort ausgesch. | sofort ausgesch. |              |      |
| ENG     | Pro Tour                              | 1999 | Lievin         | FRA  | Rd 1             |                  |              |      |
| ENG     | Pro Tour                              | 1999 | Linz/Wels      | AUT  | Rd 1             | Rd 1             |              |      |
| ENG     | Pro Tour                              | 1999 | Zagreb         | HRV  | letzte 16        | Rd 1             |              |      |
| ENG     | Pro Tour                              | 1999 | Hopton-on-Sea  | ENG  | letzte 32        | Rd 1             |              |      |
| ENG     | Pro Tour                              | 1999 | Doha           | QAT  | letzte 32        |                  |              |      |
| ENG     | Pro Tour                              | 1998 | Sundsvall      | SWE  | Rd 1             | Rd 1             |              |      |
| ENG     | Pro Tour                              | 1998 | Ji' Nan City   | CHN  | Rd 1             | Rd 1             |              |      |
| ENG     | Pro Tour                              | 1998 | Melbourne      | AUS  | letzte 32        | Rd 1             |              |      |
| ENG     | Pro Tour                              | 1997 | Kalmar         | SWE  | letzte 32        |                  |              |      |
| ENG     | Pro Tour                              | 1997 | Linz           | AUT  | letzte 32        |                  |              |      |
| ENG     | Pro Tour                              | 1997 | Doha           | QAT  | letzte 32        |                  |              |      |
| ENG     | Pro Tour                              | 1997 | Kettering      | ENG  | letzte 16        | letzte 16        |              |      |
| ENG     | Pro Tour                              | 1996 | Rio de Janeiro | BRA  | Gold             |                  |              |      |
| ENG     | Pro Tour Grand Finals                 | 1996 | Tian Jin       | CHN  | Viertelfinale    |                  |              |      |
| ENG     | Weltmeisterschaft                     | 1999 | Eindhoven      | NED  | letzte 32        | letzte 128       | keine Teiln. |      |
| ENG     | Weltmeisterschaft                     | 1997 | Manchester     | ENG  | letzte 32        | letzte 32        | keine Teiln. | 14   |
| ENG     | Weltmeisterschaft                     | 1995 | Tianjin        | CHN  | letzte 32        | Qual             | keine Teiln. | 13   |
| ENG     | Weltmeisterschaft                     | 1993 | Göteborg       | SWE  | letzte 128       | letzte 16        | keine Teiln. | 12   |
| ENG     | Weltmeisterschaft                     | 1991 | Chiba City     | JPN  | letzte 32        | letzte 64        | keine Teiln. | 10   |
| ENG     | Weltmeisterschaft                     | 1989 | Dortmund       | FRG  | letzte 32        | Viertelfinale    | keine Teiln. | 9    |
| ENG     | Weltmeisterschaft                     | 1985 | Göteborg       | SWE  | letzte 128       | letzte 64        | letzte 16    | 10   |
| ENG     | Weltmeisterschaft                     | 1983 | Tokio          | JPN  | letzte 32        | letzte 32        | letzte 64    | 4    |
| ENG     | World Cup                             | 1984 | Kuala Lumpur   | MAS  | 12               |                  |              |      |
| ENG     | World Cup                             | 1983 | Barbados       | 0    | 6                |                  |              |      |
| ENG     | WTC-World Team Cup                    | 1994 | Nimes          | FRA  |                  |                  |              | 5    |
| ENG     | WTC-World Team Cup                    | 1991 | Barcelona      | ESP  |                  |                  |              | 5    |

## Weblink
- Carl Prean bei mytischtennis.de